# Il servo (film 1989)
Il servo (Sluga) è un film del 1989 diretto da Vadim Abdrašitov.